# Monique Landry
Monique Landry, P.C. (* 25. Dezember 1937 in Montreal, Québec) ist eine ehemalige kanadische Politikerin der Progressiv-konservativen Partei Kanadas (PC).

## Leben
Monique Landry, die von Beruf Physiotherapeutin und Unternehmerin war, wurde als Kandidatin der Progressiv-konservativen Partei bei der Unterhauswahl am 4. September 1984 erstmals zur Abgeordneten in das Unterhaus gewählt und vertrat dort bis zu ihrer Niederlage bei den Unterhauswahlen am 25. Oktober 1993 den Wahlkreis Blainville-Deux-Montagnes. Während ihrer Parlamentszugehörigkeit war sie von November 1984 bis August 1986 Mitglied des Ständigen Ausschusses für Kommunikation und Kultur (Standing Committee on Communications and Culture).
Kurz darauf übernahm sie am 1. November 1984 ihr erstes Regierungsamt als Parlamentarische Sekretärin beim Staatssekretär für Kanada und war danach vom 25. November 1985 bis zum 29. Juni 1986 Parlamentarische Sekretärin beim Minister für internationalen Handel.
Im Anschluss übernahm sie am 30. Juni 1986 im Kabinett von Premierminister Brian Mulroney die Ämter als Ministerin für die Frankophonie sowie als Ministerin für Außenbeziehungen beim Außenminister und bekleidete diese Ämter bis zum 3. Januar 1993. Darüber hinaus war sie zwischen dem 21. April 1991 und dem 3. Januar 1993 Staatsministerin für Indianerangelegenheiten und Entwicklung des Nordens. Zuletzt war sie vom 4. Januar bis zum 24. Juni 1993 Staatssekretärin für Kanada im Kabinett Mulroney.
Das Amt der Staatssekretärin für Kanada behielt sie auch im darauf folgenden Kabinett von Premierministerin Kim Campbell vom 25. Juni bis zum 3. November 1993. Zugleich war sie in dieser Zeit auch Kommunikationsministerin sowie zuständige Regionalministerin für Québec.